# Wiensen
Wiensen ist ein Ort im südlichen Niedersachsen und ein Ortsteil der Stadt Uslar im Landkreis Northeim mit 563 Einwohnern.

## Lage
Wiensen befindet sich gut zwei Kilometer südwestlich der Kernstadt von Uslar und sieben Kilometer Luftlinie östlich des an der Weser gelegenen Fleckens Bodenfelde. Der von Wiesen und Feldern umgebene Ort liegt an den südlichen Ausläufern des Solling auf einer Höhe von etwa 170 Metern über NN in einem Talgrund am Nordhang des Wiensener Berges.
Die Kreisstadt Northeim liegt 25 Kilometer Luftlinie weiter nordöstlich, Göttingen 24 Kilometer südöstlich. Die Landeshauptstadt Hannover liegt etwa 88 Kilometer nördlich von Wiensen.

## Geschichte
Erstmals wurde der Ort im 11. Jahrhundert erwähnt. Er unterstand ab dem 7. Januar 1368 als Pfand, und zum Schloss Uslar als Burglehn gehörend, den Gebrüdern Heinrich und Dietrich von Wintzingerode. Die Verpfändung an die Gebrüder betrug 130 Mark und hielt drei Jahre an, bis am 21. Januar 1371 Herzog Otto I. als Lehnsherr seine Einwilligung zu einer weiteren Verpfändung des Dorfes, zugunsten eines Arnold von Portenhagen (Sohn des Ritters Arnold von der Sababurg), gab. Das Pfand betrug 153 Mark löthigen Silbers. Seit der Gebietsreform vom 1. März 1974 gehört die ehemals selbständige Gemeinde zur neu gegründeten Großgemeinde Stadt Uslar.

## Politik
Wiensen hat einen siebenköpfigen Ortsrat, der seit der Kommunalwahl 2021 ausschließlich von Mitgliedern der Wählergruppe „Gemeinsam für Wiensen“ besetzt ist. Die Wahlbeteiligung lag bei 65,07 Prozent.

## Infrastruktur

### Straße
Durch den Ort führt die Kreisstraße K449 von Uslar nach Bodenfelde.
Die nächsten Autobahnanschlussstellen befinden sich an der A7 in Northeim, Nörten-Hardenberg und Göttingen.

### Busverkehr
Regelmäßige Busverbindungen bestehen in Richtung Uslar und Gieselwerder bzw. Bodenfelde.

### Schiene
Die Sollingbahn liegt etwa einen Kilometer östlich von Wiensen. Der Bahnhof Uslar im Stadtteil Allershausen ist der nächste Personenbahnhof mit Regionalbahnverkehr.

### Luftverkehr
Die nächsten bedeutenden Flughäfen befinden sich bei Hannover und Paderborn. Wiensen selbst besitzt einen kleinen Segelflugplatz.(Ziegenbusch)

## Wirtschaft

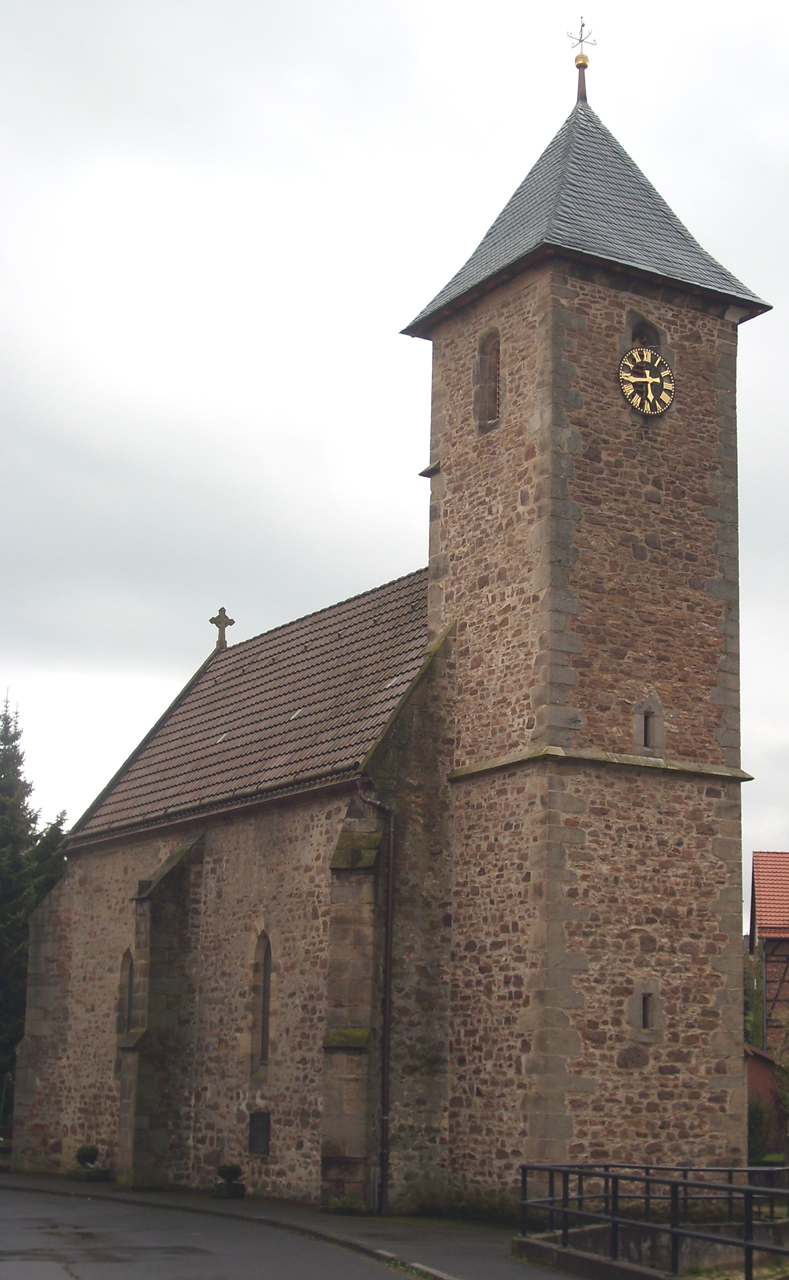
Kapelle in Wiensen

In Wiensen gibt es praktisch kaum gewerbliche Arbeitsplätze. Auch die Land- und Forstwirtschaft spielt keine nennenswerte Rolle mehr, so dass mittlerweile die meisten erwerbstätigen Einwohner in die benachbarten Städte auspendeln.
Es stehen einige Gästebetten in Ferienwohnungen zur Verfügung.
Südöstlich des Dorfes liegt das zu Wiensen gehörende Gut „Steimke“. Es war bis in die zweite Hälfte des 20. Jahrhunderts landwirtschaftlich von Bedeutung. Mitte der 1980er-Jahre entstand in einem Gebäude die vom „Albert-Schweitzer-Familienwerk“ gegründete und getragene „Jugendwerkstatt Steimke“. Die Stallungen des Guts werden heute, ebenso wie die einiger ehemaliger Wienser Bauernhöfe, von Reitervereinen genutzt.

## Sehenswürdigkeiten

### Kapelle St. Jodocus
Im Ortskern befindet sich eine Ende des 14. Jahrhunderts im gotischen Stil erbaute Kapelle, deren Gemeinde zum Kirchspiel Uslar im Kirchenkreis Leine-Solling gehört. Es handelt sich um ein längsrechteckiges Gebäude mit Grundmaßen von 11,68 × 5,26 m aus Sandstein-Bruchsteinmauerwerk mit schmalem Westturm. Die äußere Gliederung durch Strebepfeiler an den Gebäudeecken und den Längsseiten entspricht etwa der inneren Aufteilung in Chor und Schiff etwa gleicher Größe. Im westlichen Joch des Kreuzrippengewölbes ist im Schlussstein das Wappen der Kirchengründer dargestellt. Der Bau wurde 1383 als Pfarrkirche des Ortes durch die Herren von Wintzingerode errichtet und dem Heiligen Jodocus geweiht. Nach der Reformation wurde die Wiensener Gemeinde 1543 Kapellengemeinde der Uslarer Pfarre.

### Clus-Kapelle
Auf dem zwischen Uslar und Wiensen gelegenen Wiensener Friedhof wurde von den Herren von Wintzingerode in der zweiten Hälfte des 14. Jahrhunderts an der Stelle eines älteren Holzgebäudes, das als „Clus“ bezeichnet wurde, die kleine rechteckige Bruchsteinkapelle St. Annen errichtet. Der kleine rechteckige Sandsteinbau ist innen eingewölbt und außen durch Eckquader und Laibungen aus Sandstein-Werksteinen gegliedert, im Ostgiebel ist ein gotisches Maßwerkfenster erhalten. Die inschriftliche Datierung 1373 stammt aus moderner Zeit.